# 少年ヤング
「少年ヤング」（しょうねんヤング）は、日本のテクノユニットである電気グルーヴの12枚目のシングル。
2007年12月5日に、Ki/oon Recordsよりリリースされた。

## 背景
電気グルーヴ単独のシングルとしては、1999年の「Nothing's Gonna Change」以来8年ぶりとなるシングルで、映画『グミ・チョコレート・パイン』テーマソングとして書き下ろされた。映画で使用されたバージョンはミックスが多少異なる為、シングルにMovie Mixとして収録されている。また、アルバム『J-POP』ではリアレンジされたバージョンを収録している。インタビューにおいて「シングルのアレンジが少年すぎたので、アルバムでは中年ぐらいにした」と語られている。

## 制作

### 少年ヤング
歌詞の執筆にあたり、かつてナゴムレコードの活動拠点であった新宿を選び、石野卓球とピエール瀧の二人っきりでホテルを借り合宿を行った。製作に関しては映画の試写会時に若干間に合わず、エンディングの無いバージョンが上映されていた。
仮タイトルとして『思えば遠くへ来たもんだっちゅ〜の』が石野より提案されたが、さすがにこのタイトルで数週間から数ヶ月プロモーション活動するのは辛いという理由で却下となった。正式決定した『少年ヤング』というタイトルに関しては、石野はインタビュー中などで、かなり高い頻度で『少年ナイフ』と言い間違える事がある。
ゲストミュージシャンとしてBEAT CRUSADERSのヒダカトオルがギターとして参加している。2008年のSPACE SHOWER Music Video Awardsでは、特別ライヴとして、電気の二人にバックバンドとしてBEAT CRUSADERSを従え、全編生演奏でこの曲が披露されている。アルバムバージョンではサビのパートを篠原ともえのボーカルに差し替えている。

### 男一匹エレクト郎 (Don't Stop)
アマチュア時代のチープな製作環境に思いを馳せ製作された。カップリング曲が必要である事を知らされ、急遽製作されたものである。中盤で聴こえるカウベルは瀧が叩いたもの。

## 音楽性

### 少年ヤング
歌詞中にかつて前身のバンド・人生が所属していたナゴムレコードを髣髴させる箇所があるなど、映画の内容とともに自身の過去を振り返るかのような内容となっている。曲に関してケラリーノ・サンドロヴィッチより「『N.O.』の現代版を作ってくれ」という明確なオファーのもと製作された。歌詞に関しても一部『N.O.』のアンサーソング的なニュアンスが含まれている。

## ディスクジャケット
ジャケットはそのナゴムレコードを主催していたケラによるクレヨン画。ジャケットに関しては石野からの「かつてのナゴム時代に描いていたようなイラストで描いてくれ」との注文の元に描かれている。

## ミュージック・ビデオ
ミュージック・ビデオの製作は田中秀幸が担当。撮影自体に電気のふたりは完全にノータッチで、構想も全て田中によるものだが、これは長年タッグを組んできた田中を信頼しての「完全おまかせ状態」である。
曲に合わせて80年代アイドル風の女の子（ブス含有率高し）が次々登場するというもの。多くのパートに何らかの元ネタが存在するパロディが含まれており、後半の展開に流れるにつれ「アンドロメダの宇宙人」、大映ドラマ、ツッパリのスケ番へと切り替わる。映像は当時のコラージュではなく、現代の女性モデルを多数用意し、それぞれに当時風のメイクを施し撮影している。ブッキングの段階ではそれぞれ現代のメイクを施した宣材写真をもとに選定された為、どのような仕上がりになるかは予想ができず、80年代風の格好をさせてみたら図らずもブス率が高かったという結果になった。
2008年の『SPACE SHOWER MUSIC AWARDS』ではBEST GROOVE VIDEOを受賞している。アルバム『J-POP』初回限定盤付属のDVDに「モノノケダンス」のPVと共に収録されている。

## 収録曲
| 全作詞: ピエール瀧、石野卓球、全作曲: 石野卓球。 |                                   |                        |            |      |
| #                                                | タイトル                          | 作詞                   | 作曲・編曲 | 時間 |
| 1.                                               | 「少年ヤング」                    | ピエール瀧 、 石野卓球 | 石野卓球   | 4:29 |
| 2.                                               | 「男一匹エレクト郎 (Don't Stop)」 | ピエール瀧 、 石野卓球 | 石野卓球   | 4:47 |
| 3.                                               | 「少年ヤング」(Movie Mix)         | ピエール瀧 、 石野卓球 | 石野卓球   | 4:29 |
| 合計時間:                                        | 合計時間:                         | 13:45                  |            |      |